# Polonia ai Giochi della XXIX Olimpiade
La Polonia ha partecipato ai Giochi della XXIX Olimpiade di Pechino, svoltisi dall'8 al 24 agosto 2008, con una delegazione di 257 atleti.

## Medaglie
| Medaglia | Atleta                                                               | Sport             | Evento                        |
| -------- | -------------------------------------------------------------------- | ----------------- | ----------------------------- |
| Oro      | Tomasz Majewski                                                      | Atletica leggera  | Getto del peso maschile       |
| Oro      | Michał Jeliński Marek Kolbowicz Adam Korol Konrad Wasielewski        | Canottaggio       | 4 di coppia maschile          |
| Oro      | Leszek Blanik                                                        | Ginnastica        | Volteggio maschile            |
| Argento  | Tomasz Motyka Adam Wiercioch Radosław Zawrotniak Robert Andrzejuk    | Scherma           | Spada a squadre maschile      |
| Argento  | Łukasz Pawłowski Bartłomiej Pawełczak Miłosz Bernatajtys Paweł Rańda | Canottaggio       | 4 senza pesi leggeri maschile |
| Argento  | Szymon Kołecki                                                       | Sollevamento pesi | 94 kg maschile                |
| Argento  | Piotr Małachowski                                                    | Atletica leggera  | Lancio del disco maschile     |
| Argento  | Maja Włoszczowska                                                    | Ciclismo          | Cross country femminile       |
| Argento  | Aneta Konieczna Beata Mikołajczyk                                    | Canoa/kayak       | K2 500 m femminile            |
| Bronzo   | Agnieszka Wieszczek                                                  | Lotta libera      | 72 kg femminile               |

## Atletica leggera

### Gare maschili
| Gara              | Atleta                                                                                      | Batterie | Batterie | Quarti  | Quarti | Semifinali   | Semifinali   | Finale  | Finale |
| Gara              | Atleta                                                                                      | Tempo    | Pos.     | Tempo   | Pos.   | Tempo        | Pos.         | Tempo   | Pos.   |
| ----------------- | ------------------------------------------------------------------------------------------- | -------- | -------- | ------- | ------ | ------------ | ------------ | ------- | ------ |
| 100 m             | Dariusz Kuć                                                                                 | 10"44    | 5        | 10"46   | 7      |              |              |         |        |
| 200 m             | Marcin Jędrusiński                                                                          | 20"64    | 2        | 20"58   | 4      |              |              |         |        |
| 800 m             | Marcin Lewandowski                                                                          |          |          | 1'45"89 | 4      | 1'47"24      | 7            |         |        |
| 800 m             | Paweł Czapiewski                                                                            |          |          | 1'47"66 | 3      |              |              |         |        |
| 110 m ostacoli    | Artur Noga                                                                                  | 13"53    | 1        | 13"36   | 2      | 13"34        | 2            | 13"37   | 5      |
| 400 m ostacoli    | Marek Plawgo                                                                                |          |          | 49"17   | 3      | 48"75        | 4            | 48"52   | 6      |
| 3000 siepi        | Tomasz Szymkowiak                                                                           |          |          |         |        | 8'29"37      | 7            |         |        |
| Staffetta 4x100 m | Marcin Nowak Łukasz ChyłaMarcin Jędrusiński Dariusz Kuć                                     |          |          |         |        | non concluso | non concluso |         |        |
| Staffetta 4x400 m | Marek Plawgo Piotr Klimczak Piotr Wiaderek Daniel Dąbrowski Rafał Wieruszewski Piotr Kędzia |          |          |         |        | 3'00"74      | 5            | 3'00"32 | 7      |

| Gara         | Atleta            | Tempo        | Posizione    |
| ------------ | ----------------- | ------------ | ------------ |
| Maratona     | Arkadiusz Sowa    | 2h 24'48"    | 54           |
| Maratona     | Henryk Szost      | 2h 19'43"    | 34           |
| Marcia 20 km | Jakub Jelonek     | 1h 30'37"    | 46           |
| Marcia 20 km | Rafał Augustyn    | 1h 24'25"    | 29           |
| Marcia 50 km | Rafał Fedaczyński | 3h 46'51"    | 8            |
| Marcia 50 km | Grzegorz Sudoł    | 3h 47'18"    | 9            |
| Marcia 50 km | Artur Brzozowski  | squalificato | squalificato |

| Gara                   | Atleta                | Qualificazioni | Qualificazioni | Finale  | Finale  |
| Gara                   | Atleta                | Misura         | Pos.           | Misura  | Pos.    |
| ---------------------- | --------------------- | -------------- | -------------- | ------- | ------- |
| Salto in alto          | Michał Bieniek        | 2,20 m         | 20             |         |         |
| Salto con l'asta       | Przemysław Czerwiński | 5,65 m         | 2              | 5,45 m  | 11      |
| Salto in lungo         | Marcin Starzak        | 7,62 m         | 33             |         |         |
| Getto del peso         | Tomasz Majewski       | 21,04 m        | 1              | 21,51 m | Oro     |
| Lancio del disco       | Piotr Małachowski     | 65,94 m        | 1              | 67,82 m | Argento |
| Lancio del martello    | Szymon Ziółkowski     | 79,55 m        | 2              | 79,22 m | 7       |
| Lancio del giavellotto | Igor Janik            | 77,62 m        | 16             |         |         |

### Gare femminili
| Gara              | Atleta                                                                                    | Batterie | Batterie | Quarti  | Quarti | Semifinali | Semifinali | Finale       | Finale |
| Gara              | Atleta                                                                                    | Tempo    | Pos.     | Tempo   | Pos.   | Tempo      | Pos.       | Tempo        | Pos.   |
| ----------------- | ----------------------------------------------------------------------------------------- | -------- | -------- | ------- | ------ | ---------- | ---------- | ------------ | ------ |
| 100 m             | Daria Korczyńska                                                                          | 11"22    | 3        | 11"41   | 5      |            |            |              |        |
| 200 m             | Marta Jeschke                                                                             | 23"59    | 7        |         |        |            |            |              |        |
| 400 m             | Monika Bejnar                                                                             |          |          | 52"80   | 5      |            |            |              |        |
| 800 m             | Anna Rostkowska                                                                           |          |          | 2'02"11 | 3      | 1'58"84    | 5          |              |        |
| 1500 m            | Sylwia Ejdys                                                                              |          |          |         |        | 4'08"37    | 6          |              |        |
| 1500 m            | Anna Jakubczak                                                                            |          |          |         |        | 4'07"33    | 7          |              |        |
| 1500 m            | Lidia Chojecka                                                                            |          |          |         |        | 4'19"57    | 10         |              |        |
| 100 m ostacoli    | Aurelia Trywiańska                                                                        |          |          | 12"98   | 1      | 12"96      | 3          |              |        |
| 400 m ostacoli    | Anna Jesień                                                                               |          |          | 55"35   | 2      | 54"36      | 3          | 54"29        | 5      |
| 3000 siepi        | Katarzyna Kowalska                                                                        |          |          |         |        | 9'47"02    | 7          |              |        |
| 3000 siepi        | Wioletta Frankiewicz                                                                      |          |          |         |        | 9'21"88    | 3          | 9'21"76      | 8      |
| Staffetta 4x100 m | Daria Korczyńska Dorota Jędrusińska Marta Jeschke Ewelina Klocek Joanna Kocielnik         |          |          |         |        | 43"47      | 5          | squalificate | -      |
| Staffetta 4x400 m | Grażyna Prokopek-Janacek Jolanta Wójcik Agnieszka Karpiesiuk Izabela Kostruba Anna Jesień |          |          |         |        | 3'28"23    | 6          |              |        |

| Gara         | Atleta              | Tempo     | Posizione |
| ------------ | ------------------- | --------- | --------- |
| Maratona     | Monika Drybulska    | 2h 32'39" | 24        |
| Maratona     | Dorota Gruca        | 2h 33'32" | 30        |
| Marcia 20 km | Sylwia Korzeniowska | 1h 31'19" | 21        |

| Gara                   | Atleta             | Qualificazioni | Qualificazioni | Finale         | Finale |
| Gara                   | Atleta             | Misura         | Pos.           | Misura         | Pos.   |
| ---------------------- | ------------------ | -------------- | -------------- | -------------- | ------ |
| Salto con l'asta       | Monika Pyrek       | 4,50 m         | 8              | 4,70 m         | 5      |
| Salto con l'asta       | Anna Rogowska      | 4,50 m         | 8              | 4,45 m         | 10     |
| Salto con l'asta       | Joanna Piwowarska  | 4,30 m         | 19             |                |        |
| Getto del peso         | Krystyna Zabawska  | nessuna misura | -              |                |        |
| Lancio del disco       | Wioletta Potępa    | 59,44 m        | 17             |                |        |
| Lancio del disco       | Joanna Wiśniewska  | 59,40 m        | 18             |                |        |
| Lancio del disco       | Żaneta Glanc       | nessuna misura | -              |                |        |
| Lancio del martello    | Anita Włodarczyk   | 71,76 m        | 6              | 71,56 m        | 6      |
| Lancio del martello    | Kamila Skolimowska | 69,79 m        | 10             | nessuna misura | 12     |
| Lancio del martello    | Małgorzata Zadura  | 64,13 m        | 38             |                |        |
| Lancio del giavellotto | Barbara Madejczyk  | 62,81 m        | 6              | 62,02 m        | 7      |
| Lancio del giavellotto | Urszula Jasińska   | 59,28 m        | 14             |                |        |

| Prova                  | Karolina Tymińska | Karolina Tymińska | Karolina Tymińska | Kamila Chudzik | Kamila Chudzik | Kamila Chudzik |
| Prova                  | Risultato         | Punti             | Pos.              | Risultato      | Punti          | Pos.           |
| ---------------------- | ----------------- | ----------------- | ----------------- | -------------- | -------------- | -------------- |
| 100 metri ostacoli     | 13"62             | 1033              | 14                | 13"79          | 1008           | 22             |
| Salto in alto          | 1,77 m            | 941               | 22                | 1,77 m         | 941            | 19             |
| Getto del peso         | 14,08 m           | 799               | 10                | 14,34 m        | 817            | 7              |
| 200 metri              | 23"39             | 1040              | 3                 | 25"36          | 854            | 30             |
| Salto in lungo         | 6,53 m            | 1017              | 2                 | 5,97 m         | 840            | 25             |
| Lancio del giavellotto | 35,97 m           | 590               | 33                | 52,05 m        | 900            | 1              |
| 800 metri              | 2'07"08           | 1008              | 2                 | 2'21"97        | 797            | 30             |
| Totale                 |                   | 6428              | 7                 |                | 6157           | 15             |

## Badminton
| Gara              | Atleta                               | Turno 1                                  | Sedicesimi                                       | Ottavi                                                   | Quarti                                                      | Semifinali | Finale |
| ----------------- | ------------------------------------ | ---------------------------------------- | ------------------------------------------------ | -------------------------------------------------------- | ----------------------------------------------------------- | ---------- | ------ |
| Singolo maschile  | Przemysław Wacha                     | Raul Must (Estonia) 21-14, 21-15         | Christian Bösiger (Svizzera) 21-12, 11-12, 21-19 | Bao Chunlai (Cina) 11-21, 21-19, 13-21                   |                                                             |            |        |
| Doppio maschile   | Michał Łogosz Robert Mateusiak       |                                          |                                                  | Glenn Warfe Ross Smith (Australia) 21-13, 21-16          | Lars Paaske Jonas Rasmussen (Danimarca) 21-17, 11-21, 15-21 |            |        |
| Singolo femminile | Kamila Augustyn                      | Jun Jae-youn (Corea del Sud) 15-21, 5-21 |                                                  |                                                          |                                                             |            |        |
| Doppio misto      | Robert Mateusiak Nadieżda Kostiuczyk |                                          |                                                  | Georgie Cupidon Juliette Ah-Wan (Seychelles) 21-8, 21-19 | He Hanbin Yu Yang (Cina) 20-22, 21-23                       |            |        |

## Canoa/kayak
| Gara      | Atleta                                                       | Batterie | Batterie | Semifinali | Semifinali | Finale   | Finale                  |
| Gara      | Atleta                                                       | Tempo    | Pos.     | Tempo      | Pos.       | Tempo    | Pos.                    |
| --------- | ------------------------------------------------------------ | -------- | -------- | ---------- | ---------- | -------- | ----------------------- |
| C1 500 m  | Paweł Baraszkiewicz                                          | 1'50"463 | 3        | 1'51"744   | 3          | 1'50"048 | 8                       |
| C1 1000 m | Marcin Grzybowski                                            | 4'02"010 | 3        | 4'00"226   | 4          |          |                         |
| C2 500 m  | Daniel Jędraszko Roman Rynkiewicz                            | 1'42"309 | 3        | bye        | bye        | 1'44"389 | 9                       |
| C2 1000 m | Paweł Baraszkiewicz Wojciech Tyszyński                       | 3'42"177 | 5        | 3'42"435   | 1          | 3'42"845 | 7                       |
| K1 500 m  | Marek Twardowski                                             | 1'39"437 | 4        | 1'43"733   | 5          |          |                         |
| K2 500 m  | Marek Twardowski Adam Wysocki                                | 1'32"107 | 6        | 1'31"481   | 2          | 1'31"869 | 8                       |
| K2 1000 m | Mariusz Kujawski Adam Seroczyński                            | 3'18"282 | 2        | bye        | bye        | 3'14"828 | squalificati per doping |
| K4 1000 m | Paweł Baumann Tomasz Mendelski Marek Twardowski Adam Wysocki | 2'59"290 | 3        | bye        | bye        | 2'59"505 | 6                       |

| Gara     | Atleta                                                                  | Batterie | Batterie | Semifinali | Semifinali | Finale   | Finale  |
| Gara     | Atleta                                                                  | Tempo    | Pos.     | Tempo      | Pos.       | Tempo    | Pos.    |
| -------- | ----------------------------------------------------------------------- | -------- | -------- | ---------- | ---------- | -------- | ------- |
| K1 500 m | Małgorzata Chojnacka                                                    | 1'53"635 | 6        | 1'55"619   | 8          |          |         |
| K2 500 m | Aneta Konieczna Beata Mikołajczyk                                       | 1'44"631 | 2        | bye        | bye        | 1'42"902 | Argento |
| K4 500 m | Edyta Dzieniszewska Aneta Konieczna Dorota Kuczkowska Beata Mikołajczyk | 1'36"497 | 2        | bye        | bye        | 1'34"752 | 4       |

| Gara         | Atleta                      | Preliminari | Preliminari | Preliminari | Preliminari | Semifinali | Semifinali | Finale | Finale | Finale | Finale |
| Gara         | Atleta                      | Manche 1    | Manche 2    | Totale      | Pos.        | Tempo      | Pos.       | Tempo  | Pos.   | Totale | Pos.   |
| ------------ | --------------------------- | ----------- | ----------- | ----------- | ----------- | ---------- | ---------- | ------ | ------ | ------ | ------ |
| C1 maschile  | Krzysztof Bieryt            | 95"39       | 87"90       | 183"29      | 12          | 90"08      | 3          | 110"13 | 8      | 200"21 | 10     |
| C2 maschile  | Marcin Pochwała Paweł Sarna | 98"38       | 100"37      | 198"75      | 7           | 105"32     | 8          |        |        |        |        |
| K1 maschile  | Dariusz Popiela             | 85"51       | 85"51       | 171"02      | 5           | 88"49      | 7          | 91"19  | 7      | 179"68 | 8      |
| K1 femminile | Agnieszka Stanuch           | 101"16      | 101"76      | 202"92      | 8           | 116"46     | 9          | 104"62 | 4      | 221"08 | 5      |

## Canottaggio
| Gara                 | Atleta | Batterie | Batterie | Quarti/ Ripescaggi | Quarti/ Ripescaggi | Semifinali | Semifinali | Finale  | Finale       |
| Gara                 | Atleta | Tempo    | Pos.     | Tempo              | Pos.               | Tempo      | Pos.       | Tempo   | Pos.         |
| -------------------- | --- | -------- | -------- | ------------------ | ------------------ | ---------- | ---------- | ------- | ------------ |
| 2 senza maschile     | Jarosław Godek Piotr Hojka | 7'01"90  | 4        | 6'44"19            | 5                  |            |            | 6'53"68 | 2 (finale C) |
| 4 senza maschile     | Miłosz Bernatajtys Bartłomiej Pawełczak Łukasz Pawłowski Paweł Rańda                                                                                       | 5'52"06  | 3        | bye                | bye                | 6'06"60    | 1          | 5'49"39 | Argento      |
| 4 di coppia maschile | Michał Jeliński Marek Kolbowicz Adam Korol Konrad Wasielewski                                                                                              | 5'38"76  | 1        | bye                | bye                | 5'51"29    | 1          | 5'41"33 | Oro          |
| Otto maschile        | Patryk Brzeziński Piotr Buchalski Mikołaj Burda Wojciech Gutorski Rafał Hejmej Sebastian Kosiorek Sławomir Kruszkowski Michał Stawowski Daniel Trojanowski | 5'34"95  | 2        | 5'42"92            | 4                  |            |            | 5'31"42 | 5            |
| Singolo femminile    | Julia Michalska | 7'41"16  | 2        | 7'31"90            | 2                  | 7'38"04    | 3          | 7'43"44 | 6            |

## Ciclismo

### Su pista
| Velocità maschile | Łukasz Kwiatkowski                                 | 10"504 | 17 | Jason Kenny (Gran Bretagna) Perso (10"672) Terzo nei ripescaggi |  |  |  |  |  |  |  |  |
| Squadre maschile  | Maciej Bielecki Kamil Kuczyński Łukasz Kwiatkowski | 45"266 | 13 |                                                                 |  |  |  |  |  |  |  |  |

| Gara                   | Atleta          | Punti | Pos. |
| ---------------------- | --------------- | ----- | ---- |
| Corsa a punti maschile | Rafał Ratajczyk | 10    | 11   |

| Atleta          | Preliminari | Ripescaggi | Semifinale | Finale |
| --------------- | ----------- | ---------- | ---------- | ------ |
| Kamil Kuczyński | 5           | 1          | 6          | 11     |

### Su strada e Cross country
| Gara                     | Atleta                | Tempo     | Posizione |
| ------------------------ | --------------------- | --------- | --------- |
| Corsa in linea maschile  | Tomasz Marczyński     | 6h 49'59" | 84        |
| Corsa in linea maschile  | Jacek Morajko         | 6h 34'26" | 55        |
| Corsa in linea maschile  | Przemysław Niemiec    | 6h 24'11" | 16        |
| Cronometro maschile      | Przemysław Niemiec    | 1h 08ì43" | 34        |
| Corsa in linea femminile | Paulina Brzeźna       | 3h 18'46" | 8         |
| Cross country maschile   | Marek Galiński        | 2h 01'29" | 13        |
| Cross country femminile  | Aleksandra Dawidowicz | 1h 51'21" | 10        |
| Cross country femminile  | Maja Włoszczowska     | 1h 45'52" | Argento   |

## Equitazione
| Gara        | Atleta          | Cavallo | Dressage | Cross country | Salto | Salto di finale | Totale | Posizione |
| ----------- | --------------- | ------- | -------- | ------------- | ----- | --------------- | ------ | --------- |
| Individuale | Paweł Spisak    | Weriusz | 48,70    | 34,00         | 0     | 4               | 82,70  | 19        |
| Individuale | Artur Społowicz | Wag     | 57,00    | 74,40         | 23    |                 |        |           |

| Gara        | Atleta           | Cavallo | Test   | Test | Special test | Special test | Freestyle | Freestyle | Totale | Totale |
| Gara        | Atleta           | Cavallo | Punti  | Pos. | Punti        | Pos.         | Punti     | Pos.      | Punti  | Pos.   |
| ----------- | ---------------- | ------- | ------ | ---- | ------------ | ------------ | --------- | --------- | ------ | ------ |
| Individuale | Michał Rapcewicz | Randon  | 67,500 | 16   | 65,120       | 23           |           |           |        |        |

## Ginnastica

### Ginnastica artistica
| Gara                     | Atleta        | Volteggio | Corpo libero | Cavallo con maniglie | Anelli | Parallele | Sbarra | Trave  | Totale | Posizione | Finali    |
| ------------------------ | ------------- | --------- | ------------ | -------------------- | ------ | --------- | ------ | ------ | ------ | --------- | --------- |
| Qualificazioni maschili  | Leszek Blanik | 16,700    | -            | -                    | -      | -         | -      |        | 16,700 | 94        | volteggio |
| Qualificazioni femminili | Marta Pihan   | 13,625    | 14,125       |                      |        | 14,375    |        | 13,525 | 55,650 | 46        | nessuna   |

| Gara               | Atleta        | Punteggio | Posizione |
| ------------------ | ------------- | --------- | --------- |
| Volteggio maschile | Leszek Blanik | 16,537    | Oro       |

### Ginnastica ritmica
| Atleta         | Qualificazioni | Qualificazioni | Qualificazioni | Qualificazioni | Qualificazioni | Qualificazioni | Finale | Finale  | Finale | Finale | Finale | Finale |
| Atleta         | Corda          | Cerchio        | Clavi          | Palla          | Totale         | Pos.           | Corda  | Cerchio | Clavi  | Palla  | Totale | Pos.   |
| -------------- | -------------- | -------------- | -------------- | -------------- | -------------- | -------------- | ------ | ------- | ------ | ------ | ------ | ------ |
| Joanna Mitrosz | 15,950         | 16,250         | 16,025         | 16,000         | 64,225         | 16             |        |         |        |        |        |        |

## Judo
| Gara    | Atleta                | Preliminari | Tabellone principale                       | Tabellone principale                    | Tabellone principale              | Tabellone principale | Tabellone principale | Ripescaggi                                | Ripescaggi                         | Ripescaggi                                    | Ripescaggi                               |
| Gara    | Atleta                | Preliminari | Sedicesimi                                 | Ottavi                                  | Quarti                            | Semifinali           | Finale               | 1º turno                                  | Quarti                             | Semifinali                                    | Finale                                   |
| ------- | --------------------- | ----------- | ------------------------------------------ | --------------------------------------- | --------------------------------- | -------------------- | -------------------- | ----------------------------------------- | ---------------------------------- | --------------------------------------------- | ---------------------------------------- |
| 66 kg   | Tomasz Adamiec        | bye         | Arash Miresmaeil (Iran) 0000-0001          |                                         |                                   |                      |                      |                                           |                                    |                                               |                                          |
| 73 kg   | Krzysztof Wiłkomirski |             | Vsevolods Zelonijs (Lettonia) 0020-0010    | Dashdayaa Gantumur (Mongolia) 0010-0012 |                                   |                      |                      |                                           |                                    |                                               |                                          |
| 81 kg   | Robert Krawczyk       | bye         | Matthew Jago (Sudafrica) 0120-0000         | Kim Jae-Bum (Corea del Sud) 0001-1100   |                                   |                      |                      | Serguei Shundikov (Bielorussia) 0011-0010 | João Neto (Portogallo) 1000-0000   | Damdinsürengiin Nyamkhüü (Mongolia) 0001-1010 |                                          |
| 100 kg  | Przemysław Matyjaszek |             | Shao Ning (Cina) 1101-0000                 | Eduardo Costa (Argentina) 1001-0000     | Henk Grol (Paesi Bassi) 0000-1000 |                      |                      |                                           | Luciano Correa (Brasile) 1000-0000 | Daniel Hadfi (Ungheria) 0011-0010             | Movlud Miraliyev (Azerbaigian) 0001-0110 |
| +100 kg | Janusz Wojnarowicz    | bye         | Bayarjavkhlan Makhgal (Mongolia) 1000-0000 | Abdullo Tangriev (Uzbekistan) 0000-0010 |                                   |                      |                      | Andreas Tölzer (Germania) 0010-01000      |                                    |                                               |                                          |

| Gara   | Atleta            | Tabellone principale                    | Tabellone principale                 | Tabellone principale | Tabellone principale | Tabellone principale | Ripescaggi | Ripescaggi | Ripescaggi | Ripescaggi |
| Gara   | Atleta            | Sedicesimi                              | Ottavi                               | Quarti               | Semifinali           | Finale               | 1º turno   | Quarti     | Semifinali | Finale     |
| ------ | ----------------- | --------------------------------------- | ------------------------------------ | -------------------- | -------------------- | -------------------- | ---------- | ---------- | ---------- | ---------- |
| 70 kg  | Katarzyna Piłocik | bye                                     | Ronda Rousey (Stati Uniti) 0000-1000 |                      |                      |                      |            |            |            |            |
| +78 kg | Urszula Sadkowska | Golzhan Issanova (Kazakistan) 0010-0101 |                                      |                      |                      |                      |            |            |            |            |

## Lotta
| Gara   | Atleta               | Tabellone principale                       | Tabellone principale | Tabellone principale | Tabellone principale | Tabellone principale | Ripescaggi | Ripescaggi | Ripescaggi |  |
| Gara   | Atleta               | Sedicesimi                                 | Ottavi               | Quarti               | Semifinali           | Finale               | Quarti     | Semifinali | Finale     |  |
| ------ | -------------------- | ------------------------------------------ | -------------------- | -------------------- | -------------------- | -------------------- | ---------- | ---------- | ---------- |  |
| 74 kg  | Krystian Brzozowski  | Arsen Gitinov (Kirghizistan) 1-1, 1-3, 0-1 |                      |                      |                      |                      |            |            |            |  |
| 84 kg  | Radosław Horbik      | Reza Yazdani (Iran) 0-1, 1-3               |                      |                      |                      |                      |            |            |            |  |
| 96 kg  | Mateusz Gucman       | Khetag Gazyumov (Azerbaigian) 0-3, 0-3     |                      |                      |                      |                      |            |            |            |  |
| 120 kg | Bartłomiej Bartnicki | Liang Lei (Cina) 1-1, 2-2                  |                      |                      |                      |                      |            |            |            |  |

| Gara  | Atleta              | Tabellone principale | Tabellone principale                   | Tabellone principale                         | Tabellone principale               | Tabellone principale | Ripescaggi | Ripescaggi | Ripescaggi                    |
| Gara  | Atleta              | Sedicesimi           | Ottavi                                 | Quarti                                       | Semifinali                         | Finale               | Quarti     | Semifinali | Finale                        |
| ----- | ------------------- | -------------------- | -------------------------------------- | -------------------------------------------- | ---------------------------------- | -------------------- | ---------- | ---------- | ----------------------------- |
| 63 kg | Monika Michalik     | bye                  | Volha Khilko (Bielorussia) 0-1, 1-0, F | Lise Golliot-Legrand (Francia) 1-0, 0-3, 1-3 |                                    |                      |            |            |                               |
| 72 kg | Agnieszka Wieszczek |                      | Laure Ali Annabel (Camerun) 1-0, 6-0   | Anita Schätzle (Germania) 1-1, 0-2, 4-1      | Stanka Zlateva (Bulgaria) 0-3, 0-5 |                      |            |            | Maider Unda (Spagna) 2-1, 1-0 |

| Gara   | Atleta              | Tabellone principale                  | Tabellone principale                         | Tabellone principale | Tabellone principale | Tabellone principale | Ripescaggi | Ripescaggi | Ripescaggi |  |
| Gara   | Atleta              | Sedicesimi                            | Ottavi                                       | Quarti               | Semifinali           | Finale               | Quarti     | Semifinali | Finale     |  |
| ------ | ------------------- | ------------------------------------- | -------------------------------------------- | -------------------- | -------------------- | -------------------- | ---------- | ---------- | ---------- |  |
| 74 kg  | Julian Kwit         | bye                                   | Aleh Mikhalovich (Bielorussia) 1-3, 3-0, 2-3 |                      |                      |                      |            |            |            |  |
| 84 kg  | Artur Michalkiewicz | Ara Abrahamian (Svezia) 0-4, 1-1      |                                              |                      |                      |                      |            |            |            |  |
| 120 kg | Marek Mikulski      | Jalmar Sjöberg (Svezia) 4-0, 0-5, 0-3 |                                              |                      |                      |                      |            |            |            |  |

## Nuoto
| Gara                           | Atleta                                                       | Batterie | Batterie | Semifinali | Semifinali | Finale  | Finale |
| Gara                           | Atleta                                                       | Tempo    | Pos.     | Tempo      | Pos.       | Tempo   | Pos.   |
| ------------------------------ | ------------------------------------------------------------ | -------- | -------- | ---------- | ---------- | ------- | ------ |
| 50 m stile libero              | Bartosz Kizierowski                                          | 22"15    | 15       | 22"12      | 15         |         |        |
| 200 m stile libero             | Łukasz Gąsior                                                | 1'49"25  | 34       |            |            |         |        |
| 400 m stile libero             | Przemysław Stańczyk                                          |          |          | 3'48"11    | 19         |         |        |
| 400 m stile libero             | Paweł Korzeniowski                                           |          |          | 3'48"78    | 22         |         |        |
| 1500 m stile libero            | Mateusz Sawrymowicz                                          |          |          | 14'50"30   | 9          |         |        |
| 1500 m stile libero            | Maciej Hreniak                                               |          |          | 15'16"16   | 24         |         |        |
| 200 m farfalla                 | Paweł Korzeniowski                                           | 1'55"21  | 5        | 1'55"35    | 8          | 1'54"60 | 6      |
| 200 m misti                    | Łukasz Wójt                                                  | 2'01"54  | 26       |            |            |         |        |
| Staffetta 4x200 m stile libero | Łukasz Gąsior Łukasz Wójt Michał Rokicki Przemysław Stańczyk |          |          | 7'18"09    | 14         |         |        |

| Gara                           | Atleta                                                                    | Batterie | Batterie | Semifinali | Semifinali | Finale  | Finale |
| Gara                           | Atleta                                                                    | Tempo    | Pos.     | Tempo      | Pos.       | Tempo   | Pos.   |
| ------------------------------ | ------------------------------------------------------------------------- | -------- | -------- | ---------- | ---------- | ------- | ------ |
| 50 m stile libero              | Agata Korc                                                                | 25"14    | 17       |            |            |         |        |
| 100 m stile libero             | Agata Korc                                                                | 55"14    | 20       |            |            |         |        |
| 200 m stile libero             | Paulina Barzycka                                                          | 2'00"92  | 32       |            |            |         |        |
| 400 m stile libero             | Otylia Jędrzejczak                                                        |          |          | 4'05"50    | 9          |         |        |
| 800 m stile libero             | Karolina Szczepaniak                                                      |          |          | 9'08"87    | 35         |         |        |
| 100 m dorso                    | Zuzanna Mazurek                                                           | 1'02"77  | 36       |            |            |         |        |
| 200 m dorso                    | Zuzanna Mazurek                                                           | 2'12"46  | 21       |            |            |         |        |
| 100 m farfalla                 | Otylia Jędrzejczak                                                        | 58"53    | 17       |            |            |         |        |
| 200 m farfalla                 | Otylia Jędrzejczak                                                        | 2'06"91  | 5        | 2'06"78    | 4          | 2'07"02 | 4      |
| 200 m misti                    | Katarzyna Baranowska                                                      | 2'12"47  | 9        | 2'12"13    | 7          | 2'13"36 | 8      |
| 400 m misti                    | Katarzyna Baranowska                                                      |          |          | 4'36"95    | 9          |         |        |
| Staffetta 4x200 m stile libero | Katarzyna Wilk Paulina Barzycka Karolina Szczepaniak Katarzyna Baranowska |          |          | 8'07"40    | 15         |         |        |

## Pallamano

### Torneo maschile
La nazionale polacca si è qualificata per i Giochi nel primo torneo preolimpico.

#### Squadra
La squadra era formata da:
- Karol Bielecki (terzino sinistro)
- Mateusz Jachlewski (ala sinistra)
- Bartłomiej Jaszka (centrale)
- Mariusz Jurasik (ala destra)
- Bartosz Jurecki (pivot)
- Michał Jurecki (terzino sinistro)
- Krzysztof Lijewski (terzino destro)
- Marcin Lijewski (terzino destro)
- Paweł Piwko (ala destra)
- Artur Siódmiak (pivot)
- Sławomir Szmal (portiere)
- Grzegorz Tkaczyk (centrale)
- Tomasz Tłuczyński (ala sinistra)
- Marcin Wichary (portiere)

L'allenatore era Bogdan Wenta.

#### Prima fase
| Arbitro: | Karbas (IRI), Kolahdouzan (IRI) |

|           |           |                             |
| Jurasik 8 | Marcatori | Zhu, Hao, Tian, Wang, Cui 3 |

| Arbitro: | Chernega (RUS), Poladenko (RUS) |

|         |           |                     |
| Rocas 7 | Marcatori | Jurasik, Lijewski 4 |

| Arbitro: | Karbas-Chi (IRI), Kolahdouzan (IRI) |

|                       |           |           |
| Jurecki, Tluczynski 6 | Marcatori | Ribeiro 7 |

| Arbitro: | Gjeding (DEN), Hansen (DEN) |

|          |           |              |
| Dzomba 7 | Marcatori | Tluczynski 7 |

| Arbitro: | Liudowyk (UKR), Vakula (UKR) |

|           |           |             |
| Jurecki 7 | Marcatori | Karabatić 8 |

| Squadra    | Giocate | Vinte | Pareggiate | Perse | Gol fatti | Gol subiti | Differenza reti | Punti |
| ---------- | ------- | ----- | ---------- | ----- | --------- | ---------- | --------------- | ----- |
| 1. Francia | 5       | 4     | 1          | 0     | 148       | 115        | 33              | 9     |
| 2. Polonia | 5       | 3     | 1          | 1     | 147       | 128        | 19              | 7     |
| 3. Croazia | 5       | 3     | 0          | 2     | 140       | 115        | 25              | 6     |
| 4. Spagna  | 5       | 3     | 0          | 2     | 152       | 145        | 7               | 6     |
| 5. Brasile | 5       | 1     | 0          | 4     | 129       | 153        | -24             | 2     |
| 6. Cina    | 5       | 0     | 0          | 5     | 104       | 164        | -64             | 0     |

#### Seconda fase
Quarti di finale
| Arbitro: | Bord (FRA), Buy (FRA) |

|           |           |             |
| Tkaczyk 6 | Marcatori | Petersson 6 |

Semifinale 5º-8º posto
| Arbitro: | Canbro (SWE), Claesson (SWE) |

|           |           |        |
| Jurasik 7 | Marcatori | Yoon 6 |

Finale 5º-6º posto
| Arbitro: | Karbas-Chi (IRI), Kolahdouzan (IRI) |

|              |           |            |
| Koksharov 10 | Marcatori | Jurasik 10 |

## Pallavolo

### Torneo maschile
La nazionale polacca si è qualificata per i Giochi nel primo torneo preolimpico mondiale.

#### Squadra
La squadra era formata da:
- Michał Winiarski
- Piotr Gruszka
- Daniel Pliński
- Paweł Zagumny
- Marcin Wika
- Mariusz Wlazły
- Łukasz Kadziewicz
- Paweł Woicki
- Sebastian Świderski
- Krzysztof Gierczyński
- Krzysztof Ignaczak
- Marcin Możdżonek

L'allenatore era Raúl Lozano.

### Torneo femminile
La nazionale polacca si è qualificata per i Giochi nel secondo torneo preolimpico mondiale.

## Pentathlon moderno
| Gara      | Atleta              | Tiro  | Tiro  | Scherma  | Scherma | Nuoto   | Nuoto | Equitazione | Equitazione | Corsa    | Corsa | Punteggio totale | Posizione |
| Gara      | Atleta              | Punti | Punt. | Vittorie | Punt.   | Tempo   | Punt. | Punti       | Punt.       | Tempo    | Punt. | Punteggio totale | Posizione |
| --------- | ------------------- | ----- | ----- | -------- | ------- | ------- | ----- | ----------- | ----------- | -------- | ----- | ---------------- | --------- |
| Maschile  | Marcin Horbacz      | 185   | 1156  | 14       | 736     | 2'03"52 | 1320  | 65,46       | 1088        | 9'49"27  | 1044  | 5344             | 13        |
| Maschile  | Bartosz Majewski    | 176   | 1048  | 18       | 832     | 2'09"14 | 1252  | 112,29      | 900         | 9'17"61  | 1180  | 5212             | 22        |
| Femminile | Paulina Boenisz     | 183   | 1132  | 21       | 904     | 2'24"08 | 1192  | 83,27       | 1096        | 10'20"95 | 1240  | 5564             | 6         |
| Femminile | Sylwia Czwojdzińska | 174   | 1024  | 21       | 904     | 2'18"76 | 1256  | 83,30       | 1040        | 10'52"41 | 1112  | 5336             | 17        |

## Pugilato
| Gara               | Atleta          | Sedicesimi                          | Ottavi                       | Quarti                      | Semifinali | Finale |
| ------------------ | --------------- | ----------------------------------- | ---------------------------- | --------------------------- | ---------- | ------ |
| Pesi mosca leggeri | Łukasz Maszczyk | Saidu Kargbo (Sierra Leone) RSC     | Japhet Uutoni (Namibia) +5-5 | Paddy Barnes (Irlanda) 5-11 |            |        |
| Pesi mosca         | Rafał Kaczor    | Mirat Sarsembayev (Kazakistan) 5-14 |                              |                             |            |        |

## Scherma
| Gara                 | Atleta                                                            | Turno 1                        | Sedicesimi                         | Ottavi                   | Quarti        | Semifinali | Finale        |
| -------------------- | ----------------------------------------------------------------- | ------------------------------ | ---------------------------------- | ------------------------ | ------------- | ---------- | ------------- |
| Fioretto individuale | Sławomir Mocek                                                    |                                | Nontapat Panchan (Thailandia) 15-7 | Lei Sheng (Cina) 8-15    |               |            |               |
| Sciabola individuale | Marcin Koniusz                                                    | Carlos Bravo (Venezuela) 15-10 | Nicolas Limbach (Germania) 7-15    |                          |               |            |               |
| Spada individuale    | Tomasz Motyka                                                     | Aissam Rami (Marocco) 15-11    | Diego Confalonieri (Italia) 10-15  |                          |               |            |               |
| Spada individuale    | Adam Wiercioch                                                    | Li Guojie (Cina) 11-15         |                                    |                          |               |            |               |
| Spada individuale    | Radosław Zawrotniak                                               | bye                            | Joaquim Videira (Portogallo) 15-9  | Yin Lianchi (Cina) 13-15 |               |            |               |
| Spada a squadre      | Tomasz Motyka Adam Wiercioch Radosław Zawrotniak Robert Andrzejuk |                                |                                    |                          | Ucraina 45-37 | Cina 45-44 | Francia 29-45 |

| Gara                 | Atleta                                                       | Turno 1                             | Sedicesimi                          | Ottavi                             | Quarti            | Semifinali | Finale |
| -------------------- | ------------------------------------------------------------ | ----------------------------------- | ----------------------------------- | ---------------------------------- | ----------------- | ---------- | ------ |
| Fioretto individuale | Sylwia Gruchała                                              | bye                                 | Aida Chanaeva (Russia) 11-12        |                                    |                   |            |        |
| Fioretto individuale | Magdalena Mroczkiewicz                                       | Olga Leleiko (Ucraina) 15-9         | Valentina Vezzali (Italia) 3-15     |                                    |                   |            |        |
| Fioretto individuale | Małgorzata Wojtkowiak                                        | bye                                 | Zhang Lei (Cina) 8-15               |                                    |                   |            |        |
| Sciabola individuale | Bogna Jóźwiak                                                | bye                                 | Alejandra Benítez (Venezuela) 15-11 | Mariel Zagunis (Stati Uniti) 13-15 |                   |            |        |
| Sciabola individuale | Aleksandra Socha                                             | bye                                 | Olena Khomrova (Ucraina) 11-15      |                                    |                   |            |        |
| Sciabola individuale | Irena Więckowska                                             | Siobhan Claire Byrne (Irlanda) 15-8 | Elena Nechaeva (Russia) 15-12       | Bao Yingying (Cina) 6-15           |                   |            |        |
| Fioretto a squadre   | Sylwia Gruchała Magdalena Mroczkiewicz Małgorzata Wojtkowiak |                                     |                                     |                                    | Stati Uniti 30-31 |            |        |
| Sciabola a squadre   | Bogna Jóźwiak Aleksandra Socha Irena Więckowska              |                                     |                                     |                                    | Cina 25-45        |            |        |

## Sollevamento pesi
| Gara    | Atleta             | Strappo | Strappo | Slancio | Slancio | Totale       | Posizione    |
| Gara    | Atleta             | Ris.    | Pos.    | Ris.    | Pos.    | Totale       | Posizione    |
| ------- | ------------------ | ------- | ------- | ------- | ------- | ------------ | ------------ |
| 77 kg   | Krzysztof Szramiak | 161     | 6       | 191     | 9       | 352          | 8            |
| 94 kg   | Batłomiej Bonk     | 175     | 8       | 0       | -       | non concluso | non concluso |
| 94 kg   | Szymon Kołecki     | 179     | 5       | 224     | 2       | 403          | Argento      |
| 105 kg  | Marcin Dołęga      | 195     | 2       | 225     | 7       | 420          | 4            |
| 105 kg  | Robert Dołęga      | 184     | 7       | 221     | 10      | 405          | 8            |
| +105 kg | Grzegorz Kleszcz   | 185     | 7       | 234     | 5       | 419          | 7            |

| Gara  | Atleta                | Strappo | Strappo | Slancio | Slancio | Totale | Posizione |
| Gara  | Atleta                | Ris.    | Pos.    | Ris.    | Pos.    | Totale | Posizione |
| ----- | --------------------- | ------- | ------- | ------- | ------- | ------ | --------- |
| 48 kg | Marzena Karpińska     | 79      | 9       | 92      | 9       | 171    | 9         |
| 58 kg | Marieta Gotfryd       | 90      | 9       | 110     | 10      | 200    | 10        |
| 58 kg | Aleksandra Klejnowska | 95      | 7       | 120     | 6       | 215    | 7         |
| 63 kg | Dominika Misterska    | 94      | 11      | 117     | 11      | 211    | 11        |

## Tennis
| Gara                | Atleta                                | Trentaduesimi                          | Sedicesimi                                              | Ottavi                                            | Quarti                                           | Semifinali | Finale |
| ------------------- | ------------------------------------- | -------------------------------------- | ------------------------------------------------------- | ------------------------------------------------- | ------------------------------------------------ | ---------- | ------ |
| Doppio maschile     | Mariusz Fyrstenberg Marcin Matkowski  |                                        | Yu Xinyuan Zeng Shaoxuan (Cina) 6-3 6-4                 | Martin Damm Pavel Vízner (Rep. Ceca) 1-6 7-63 7-5 | Simon Aspelin Thomas Johansson (Svezia) 65-7 4-6 |            |        |
| Singolare femminile | Marta Domachowska                     | Cvetana Pironkova (Bulgaria) 3-6 4-6   |                                                         |                                                   |                                                  |            |        |
| Singolare femminile | Agnieszka Radwańska                   | Yung-jan Chan (Taipei cinese) 6-1 7-66 | Francesca Schiavone (Italia) 3-6 66-7                   |                                                   |                                                  |            |        |
| Doppio femminile    | Marta Domachowska Agnieszka Radwańska |                                        | Al'ona Bondarenko Kateryna Bondarenko (Ucraina) 3-6 2-6 |                                                   |                                                  |            |        |
| Doppio femminile    | Klaudia Jans-Ignacik Alicja Rosolska  |                                        | Lindsay Davenport Liezel Huber (Stati Uniti) 2-6 1-6    |                                                   |                                                  |            |        |

## Tennis tavolo
| Gara              | Atleta           | Preliminari | Turno 1                                                               | Turno 2                                                                    | Turno 3                                        | Turno 4 | Quarti | Semifinali | Finale |
| ----------------- | ---------------- | ----------- | --------------------------------------------------------------------- | -------------------------------------------------------------------------- | ---------------------------------------------- | ------- | ------ | ---------- | ------ |
| Singolo maschile  | Lucjan Błaszczyk | bye         | Suraju Saka (Rep. del Congo) 4-0 (11-9, 11-3, 13-11, 11-2)            | Petr Korbe (Rep. Ceca) 4-2 (11-9, 11-9, 7-11, 11-4, 10-12, 11-8)           | Wang Liqin (Cina) 0-4 (2-11, 6-11, 7-11, 8-11) |         |        |            |        |
| Singolo femminile | Jie Xu           | bye         | Xian Yi Fang (Francia) 3-4 (6-11, 4-11, 11-6, 9-11, 11-8, 11-8, 7-11) |                                                                            |                                                |         |        |            |        |
| Singolo femminile | Li Qian          | bye         | bye                                                                   | Tatyana Kostromina (Bielorussia) 2-4 (7-11, 9-11, 6-11, 11-5, 11-9, 10-12) |                                                |         |        |            |        |

### Gara a squadre femminile
La squadra era composta da Jie Xu, Li Qian e Natalia Partyka.

#### Prima fase
| 13 agosto 2008 | Hong Kong | 3 – 0 | Polonia |  |

| 14 agosto 2008 | Germania | 1 – 3 | Polonia |  |

| 14 agosto 2008 | Polonia | 2 – 3 | Romania |  |

| Squadra   | P.ti | G | V | P | GV | GP |
| --------- | ---- | - | - | - | -- | -- |
| Hong Kong | 6    | 3 | 3 | 0 | 9  | 0  |
| Romania   | 5    | 3 | 2 | 1 | 6  | 5  |
| Polonia   | 4    | 3 | 1 | 2 | 5  | 7  |
| Germania  | 3    | 3 | 0 | 3 | 1  | 9  |

## Tiro
| Gara                         | Atleta            | Qualificazioni | Qualificazioni | Finale    | Finale       | Finale |
| Gara                         | Atleta            | Punteggio      | Pos.           | Punteggio | Punt. totale | Pos.   |
| ---------------------------- | ----------------- | -------------- | -------------- | --------- | ------------ | ------ |
| Carabina 10 m aria compressa | Robert Kraskowski | 589            | 33             |           |              |        |
| Carabina 50 m a terra        | Robert Kraskowski | 591            | 25             |           |              |        |
| Carabina 50 m tre posizioni  | Robert Kraskowski | 1156           | 33             |           |              |        |
| Pistola 10 m aria compressa  | Wojciech Knapik   | 577            | 24             |           |              |        |
| Pistola 50 m                 | Wojciech Knapik   | 543            | 39             |           |              |        |

| Gara                         | Atleta                      | Qualificazioni | Qualificazioni | Finale    | Finale       | Finale |
| Gara                         | Atleta                      | Punteggio      | Pos.           | Punteggio | Punt. totale | Pos.   |
| ---------------------------- | --------------------------- | -------------- | -------------- | --------- | ------------ | ------ |
| Carabina 10 m aria compressa | Sylwia Bogacka              | 397            | 7              | 98,7      | 495,7        | 8      |
| Carabina 10 m aria compressa | Agnieszka Nagay             | 393            | 25             |           |              |        |
| Carabina 50 m tre posizioni  | Sylwia Bogacka              | 582            | 10             |           |              |        |
| Carabina 50 m tre posizioni  | Agnieszka Nagay             | 581            | 11             |           |              |        |
| Pistola 10 m aria compressa  | Mirosława Sagun-Lewandowska | 384            | 7              | 97,3      | 481,3        | 5      |
| Pistola 10 m aria compressa  | Sławomira Szpek             | 378            | 30             |           |              |        |
| Pistola 25 m                 | Mirosława Sagun-Lewandowska | 574            | 30             |           |              |        |
| Pistola 25 m                 | Sławomira Szpek             | 575            | 27             |           |              |        |

## Tiro con l'arco
| Gara                  | Atleta                                                    | Turno di qualificazione | Turno di qualificazione | Turno 1                                    | Turno 2                                     | Ottavi                                | Quarti                | Semifinali | Finale |
| Gara                  | Atleta                                                    | Punteggio               | Pos.                    | Turno 1                                    | Turno 2                                     | Ottavi                                | Quarti                | Semifinali | Finale |
| --------------------- | --------------------------------------------------------- | ----------------------- | ----------------------- | ------------------------------------------ | ------------------------------------------- | ------------------------------------- | --------------------- | ---------- | ------ |
| Individuale maschile  | Rafał Dobrowolski                                         | 667                     | 13                      | Nay Myo Aung (Birmania) 110-106            | Oleksandr Serdyuk (Ucraina) 111(+9)-111(+8) | Park Kyung-Mo (Corea del Sud) 105-113 |                       |            |        |
| Individuale maschile  | Piotr Piątek                                              | 649                     | 43                      | Ryuichi Moriya (Giappone) 109(+9)-109(+10) |                                             |                                       |                       |            |        |
| Individuale maschile  | Jacek Proć                                                | 661                     | 19                      | Li Wenquan (Cina) 116-111                  | Sky Kim (Australia) 111-110                 | Viktor Ruban (Ucraina) 108-114        |                       |            |        |
| Squadre maschile      | Rafał Dobrowolski Piotr Piątek Jacek Proć                 | 1977                    | 8                       |                                            |                                             | Australia 223-218                     | Corea del Sud 222-224 |            |        |
| Individuale femminile | Iwona Marcinkiewicz                                       | 620                     | 43                      | Laishram Bombaya Devi (India) 103-101      | Natalia Erdyniyeva (Russia) 103-104         |                                       |                       |            |        |
| Individuale femminile | Justyna Mospinek                                          | 643                     | 19                      | Sayoko Kitabatake (Giappone) 101-103       |                                             |                                       |                       |            |        |
| Individuale femminile | Małgorzata Ćwienczek                                      | 645                     | 13                      | Louise Laursen (Danimarca) 113-100         | Mariana Avitia (Messico) 100-109            |                                       |                       |            |        |
| Squadre femminile     | Iwona Marcinkiewicz Justyna Mospinek Małgorzata Ćwienczek | 1908                    | 4                       |                                            |                                             | bye                                   | Francia 211-218       |            |        |

## Triathlon
| Gara           | Atleta         | Nuoto  | Ciclismo  | Corsa  | Tempo totale | Posizione |
| -------------- | -------------- | ------ | --------- | ------ | ------------ | --------- |
| Gara maschile  | Marek Jaskółka | 18'55" | doppiato  | -      | -            | -         |
| Gara femminile | Maria Cześniak | 20'02" | 1h 06'58" | 38'05" | 2h 06'12"02  | 35        |
| Gara femminile | Ewa Dederko    | 21'02" | 1h 05'24" | 37'42" | 2h 05'09"85  | 30        |

## Vela
| Gara                   | Atleta                                 | Regata | Regata | Regata | Regata | Regata | Regata | Regata | Regata | Regata | Regata     | Regata | Regata | Regata     | Regata     | Regata     | Regata | Punteggio | Pos. |
| Gara                   | Atleta                                 | 1      | 2      | 3      | 4      | 5      | 6      | 7      | 8      | 9      | 10         | 11     | 12     | 13         | 14         | 15         | M      | Punteggio | Pos. |
| ---------------------- | -------------------------------------- | ------ | ------ | ------ | ------ | ------ | ------ | ------ | ------ | ------ | ---------- | ------ | ------ | ---------- | ---------- | ---------- | ------ | --------- | ---- |
| Windsurf maschile      | Przemysław Miarczyński                 | 17     | 21     | 27     | 20     | 15     | 2      | 7      | 1      | 15     | 18         |        |        |            |            |            |        | 116       | 16   |
| Windsurf femminile     | Zofia Klepacka                         | 17     | 16     | 17     | 5      | 4      | 2      | 1      | 1      | 3      | 17         |        |        |            |            |            | 16     | 82        | 7    |
| Laser maschile         | Maciej Grabowski                       | 9      | 19     | 22     | 18     | 16     | 23     | 32     | 20     | 4      | cancellata |        |        |            |            |            |        | 131       | 16   |
| Laser Radial femminile | Katarzyna Szotyńska                    | 5      | 21     | 11     | 24     | 21     | 5      | 2      | 20     | 12     | cancellata |        |        |            |            |            | 12     | 109       | 9    |
| 470 maschile           | Patryk Piasecki Kacper Ziemiński       | 20     | 9      | 20     | 23     | 17     | 16     | 8      | 24     | 23     | 15         |        |        |            |            |            |        | 151       | 19   |
| Star                   | Mateusz Kusznierewicz Dominik Życki    | 5      | 6      | 8      | 2      | 10     | 9      | 3      | 5      | 9      | 13         |        |        |            |            |            | 2      | 59        | 4    |
| Finn                   | Rafał Szukiel                          | 3      | 2      | 19     | 12     | 10     | 14     | 22     | 12     |        |            |        |        |            |            |            | 10     | 82        | 10   |
| 49er                   | Marcin Czajkowski Krzysztof Kierkowski | 19     | 15     | 6      | 12     | 15     | 14     | 18     | 18     | 16     | 9          | 19     | 6      | cancellate | cancellate | cancellate |        | 147       | 16   |